# Ley del parlamento

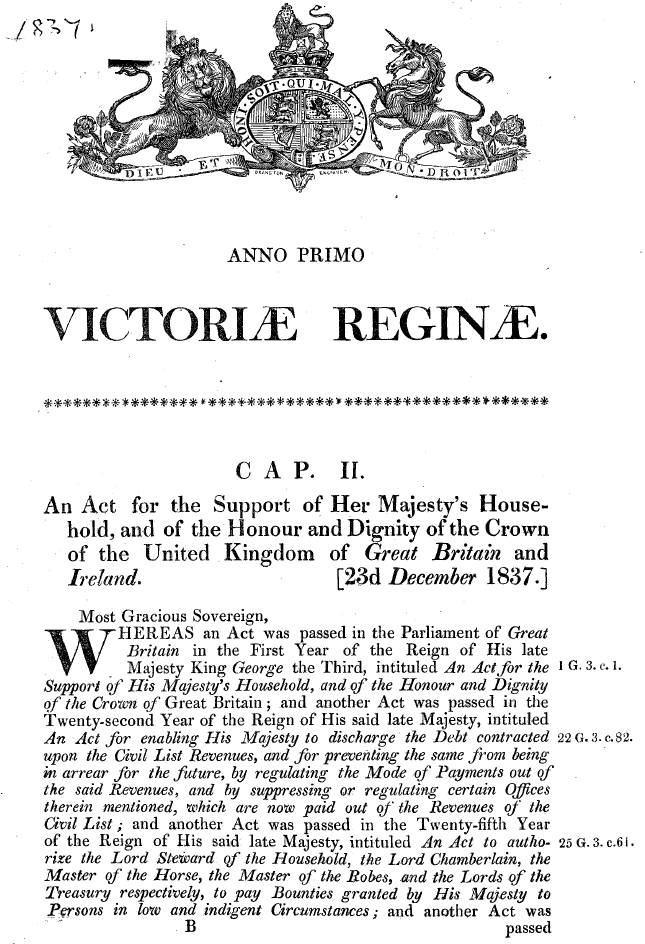
La ley de la Lista Civil de 1837 fue una ley del Parlamento del Reino Unido, promulgada el 23 de diciembre de 1837.

Una ley del parlamento, como forma de legislación primaria, es un texto legal aprobado por el cuerpo legislativo de una jurisdicción (a menudo un parlamento o un consejo). En la mayoría de los países con un sistema parlamentario, las leyes del parlamento comienzan como un proyecto de ley, que la legislatura vota. Dependiendo de la estructura de gobierno, este texto puede ser posteriormente sometido a la sanción o aprobación del poder ejecutivo.

## Proyectos de ley
Una ley del parlamento normalmente comienza como un proyecto de ley. Este proyecto de ley se presentará luego al parlamento (Cámara Baja o Alta) para su debate y posible aprobación y promulgación.
En los territorios con un sistema de Westminster, la mayoría de los proyectos de ley con posibilidades de convertirse en ley son presentados por el gobierno al parlamento. Esto suele ocurrir tras la publicación de un libro blanco que establece los problemas y cómo la nueva ley propuesta los abordará. Un proyecto de ley también puede presentarse al parlamento sin el respaldo formal del gobierno; esto se conoce como proyecto de ley de iniciativa parlamentaria.
En el Reino Unido se introducen en la Cámara de los Comunes proyectos de ley que contienen disposiciones relativas a los impuestos o al gasto público; en Canadá e Irlanda, esa es la ley.
En el Reino Unido, los proyectos de ley de la Comisión Jurídica y los proyectos de ley de consolidación comienzan en la Cámara de los Lores.
En algunos países, como Francia, Bélgica, Luxemburgo, España y Portugal, el término para un proyecto de ley difiere según si lo inicia el gobierno (cuando se lo conoce como "borrador") o el parlamento (una "proposición", es decir, un proyecto de ley presentado por un miembro privado).

## Otros sitios web
- Todas las leyes del Parlamento (desde 1988) y los instrumentos legales están disponibles gratuitamente en línea bajo los términos de los derechos de autor de la Corona en la Oficina de Información del Sector Público (OPSI).
- Etapas parlamentarias de un proyecto de ley del Gobierno (pdf) de la Oficina de Información de la Cámara de los Comunes.
- Las leyes del Parlamento (desde 1267) revisadas hasta la fecha están disponibles gratuitamente en línea bajo los términos de los derechos de autor de la Corona en el Departamento de Asuntos Constitucionales (SLD).